# Tanger
Tanger (Arabisch: طنجة Tanja, Tamazight: ⵟⴰⵏⵊⴰ) is een stad in het uiterste noorden van Marokko gelegen in de prefectuur Tanger-Asilah, in de regio Tanger-Tétouan-Al Hoceïma. De stad telde in 2024 zo’n 1,3 miljoen inwoners.

## Bevolking en geografie
De stad ligt aan de Straat van Gibraltar en is zeer belangrijk voor het vervoer van goederen en mensen tussen Europa en Afrika. De stad heeft een snel groeiende bevolking. Door de economische heropleving vestigen plattelandsbewoners zich in en rond de stad, waar meer uitzicht op werk is.

## Geschiedenis

### Oudheid
Tanger is een van de oudste steden van Marokko (alleen Larache is nog ouder). De stad is waarschijnlijk in de 6e eeuw v.Chr. door Feniciërs gesticht onder de naam Tingis, waarna het drie eeuwen gedomineerd werd door de Puniërs. 

### Romeinse periode
Nadat Tanger al in de 2e eeuw v.Chr. onder Romeinse invloed was komen te staan, werd het in 44 na Chr. hoofdstad van de provincia Mauretania Tingitana. De naam van deze provincia was afgeleid van Tingis.
In het jaar 219, ten tijde van de administratieve hervormingen van Diocletianus, toen Mauretania Tingitana werd toegevoegd aan de diocees van Hispania Baetica, werd Tanger het hoofdkwartier van een comes en van een praeses voor de civiele administratie in het gebied. In de vijfde eeuw werd Tingis veroverd door de Vandalen, voordat zij verder trokken naar Algerije en Tunesië. Na hun vertrek werd de stad gedomineerd door plaatselijke Romeinse prinsen. Inscripties waarin deze zich neerzetten als rex gentium Maurorum et Romanorum ('koning van de Moorse en Romeinse volkeren'), tonen de sterke mate van romanisering aan in het gebied. Na de verovering door keizer Justinianus behoorde de stad vanaf 532 tot 682 tot het Byzantijnse Rijk. 

### Komst van de islam
In de 7e eeuw begon de islamitische verovering van Noord-Afrika. In 702 werd de stad veroverd door de bekende Ommayaden generaal Musa bin Nusayr en vanaf 711 begon van hieruit de verovering van het Iberisch Schiereiland onder leiding van de krijgsheer Tarik ibn Zijad, die zijn naam gaf aan Gibraltar (Djebel Tarik: Rots van Tarik). In 732 werd Tanger de hoofdstad van de Marokkaanse provincie in het Ommayaden-rijk. 

### Onder de Idrisiden
De stichter van de belangrijkste van deze staten, dat van de Idrisiden, landde in 786 in Tanger. Hoewel Tanger ten tijde van zijn komst de belangrijkste stad was van Marokko, vond hij dat deze niet centraal genoeg lag. Dit zou uiteindelijk leiden tot de stichting van een nieuwe stad, Fez. Hierna zou Tanger nooit meer een hoofdrol spelen in de Marokkaanse geschiedenis. De stad bleef tot 949 in handen van verschillende Idrisiden prinsen, toen de stad werd ingenomen door het kalifaat Córdoba. 
Aan het begin van de 11e eeuw stelden de Andalusiers de Idrisied Ali ibn Hammud aan als gouverneur van Tanger en hun andere Noord-Afrikaanse gebieden. Het was deze Hammud die later een cruciale rol zou spelen bij het uiteenvallen van Córdoba en die aan het hoofd van een machtig Arabische leger het kalifaatschap van Córdoba voor een korte periode zelf kon opeisen. Ibn Hammud en zijn volgeling kwamen bekend te staan als de Hammudiden. Net als Ceuta werd Tanger vervolgens geregeerd door Suqut al-Barghwati. Deze Suqut was als kind gevangengenomen door de Hammudiden in hun veldtochten tegen de Barghawata en kwam aan verschillende hoven te werken als vizier. Uiteindelijk benoemden de Hammudiden hem zelfs tot gouverneur van Ceuta en Tanger, populair en getalenteerd als hij was. Kort voordat de Almoraviden kwamen, lukte het hem zelfs erkend te worden door al de rebelse Ghomara stammen. Al-Barghwati was de laatste belangrijke tegenstander van de Almoraviden in Marokko.

### Late middeleeuwen
De stad werd uiteindelijk in 1077 ingenomen door de Almoraviden. In 1147 kwamen de Almohaden. Net als veel Marokkaanse steden, maakte de stad in deze periode een sterke ontwikkeling door. Als verbindpunt tussen de Afrikaanse en Europese gebieden van de Almohaden, had de stad een belangrijke functie. Na de val van de Almohaden, was de stad kort zelfstandig en behoorde het van 1266 tot 1267 toe aan de Hafsiden van Tunis. In 1274 werd de stad met veel geweld ingenomen door de Meriniden, waarna het een lange periode van achteruitgang inging. De Marokkaanse reiziger Ibn Battuta werd er in 1304 geboren en begon vanuit Tanger aan zijn wereldberoemde wereldreis. In 1471 viel Tanger in Portugese handen, na drie eerdere pogingen om de stad in te nemen.

### Moderne Tijd
Tanger werd in 1661 als bruidsschat gegeven aan de Engelse koning Charles II toen hij huwde met de Portugese infante Catharina van Braganca. De Engelse koning gaf de stad de rechten van Engelse steden en legerde er een garnizoen. In 1679 begon de sultan Moulay Ismaïl, na een mislukte poging om de stad in te nemen, met een blokkade die 5 jaar zou duren. De Engelsen besloten in 1684 de stad op te geven -koning Charles oordeelde dat de stad hem te duur was geworden- en vernietigden voor hun vertrek de stad en de haven.
De Verenigde Staten vestigden in Tanger hun eerste consulaat na hun onafhankelijkheid. Tijdens de Amerikaanse Revolutie konden Amerikaanse schepen de haven van Tanger aandoen, waardoor er een band ontstond en Marokko het eerste land werd dat de Amerikaanse republiek erkende (1777). Sultan Moulay Suliman schonk in 1821 de Legation Building, een 18e-eeuws stenen gebouw in de oude binnenstad van Tanger, aan de Verenigde Staten. Dit werd het eerste Amerikaanse overheidseigendom buiten de V.S. Het gebouw werd in 1844 gebombardeerd door de Franse prins de Joinville, dit werd later vergroot en verfraaid.
Bij de onafhankelijkheid van Marokko in 1956 verhuisde de Amerikaanse diplomatieke missie uit de medina van Tanger naar de hoofdstad Rabat. De Old American Legation kwam in 1976 leeg te staan nadat het nog had gediend als consulaat en trainingscentrum voor V.S.-diplomaten. Tegenwoordig herbergt het opgeknapte gebouw een museum en Amerikaans cultureel centrum.
De geografische ligging van Tanger aan de Golf van Gibraltar maakte de stad in de 19de en begin 20e eeuw de ideale toegangspoort voor de groeiende diplomatieke en handelsbelangen van de Europese koloniale mogendheden, Frankrijk, Spanje, Groot-Brittannië en Duitsland. In het begin van de 20e eeuw had de stad zo'n 40.000 inwoners, waarvan 20.000 moslims, 10.000 Joden en 9.000 Europeanen (waarvan 7.500 Spanjaarden). De stad geraakte steeds meer onder de Franse invloedssfeer. De Duitse keizer Wilhelm II lokte een zware internationale crisis uit door zich tijdens zijn korte bezoek aan de stad in 1905 uit te spreken voor blijvende onafhankelijkheid van Marokko, tegen de beleidsvisies in van Frankrijk en Spanje. In 1912 verloor Marokko zijn onafhankelijkheid en werd feitelijk opgedeeld tussen Frankrijk en Spanje, dat het noorden van het land en een deel van de Atlantische kust in het zuiden bezette.
Nadat Frankrijk overeenkomsten had gesloten met Spanje en Groot-Brittannië, werd Marokko in 1923 officieel opgedeeld in een Frans en een Spaans protectoraat. Tanger kreeg toen een internationaal statuut en werd de Internationale Zone van Tanger: een autonoom, neutraal en gedemilitariseerd gebied bestuurd door een internationale raad, gedomineerd door Fransen, Spanjaarden, Britten en vanaf 1928 ook Italianen. Door dit bijzonder statuut oefende Tanger een grote aantrekkingskracht uit op avonturiers en louche zakenlieden uit alle windstreken.
Na de Franse nederlaag bij het begin van de Tweede Wereldoorlog werd de stad door Spaanse nationalistische troepen bezet. Het Spaanse bestuur liet in 1941 toe dat er in Tanger een consulaat van nazi-Duitsland werd geopend. Deze Duitse vertegenwoordiging sloot weer in 1944, waarna Spanje zich in 1945 terugtrok en de stad zijn internationale statuut terugkreeg. Tussen 1939 en 1956 verdriedubbelde het inwonertal van de stad en bereikte 150.000 inwoners. Bij de onafhankelijkheid in 1956 werd dit statuut opgeheven en kwam Tanger onder Marokkaans bestuur.
Vanaf de jaren 40 tot in 1956, toen Tanger een Internationale Zone was, diende de stad als decor voor excentrieke miljonairs, geheime agenten en diverse soorten boeven, en was het een walhalla voor speculanten en gokkers, het eldorado voor fun-najagende vamps. Tanger had de reputatie van vrijhaven voor internationale spionage-activiteiten. Gedurende de 19e en de 20e eeuw, en dan vooral in het begin van de Koude Oorlog, was de stad daarvoor bekend.
Tanger kon een broeinest worden voor spionage en smokkel -en op deze wijze buitenlands kapitaal aantrekken- door haar neutraliteit en vrijhandel. Ook recent werd de stad gelinkt aan een internationale onderzoeksfirma, genaamd Tangiers International, die zichzelf de grootste privé-recherche-instelling ter wereld noemt.
Het multiculturele klimaat van islamitische, joodse en christelijke gemeenschappen, met daarbij diverse buitenlandse inwijkelingen trok westerse schrijvers, zoals Paul Bowles, die hier onder andere The Sheltering Sky schreef. Ook William S. Burroughs Jack Kerouac, Tennessee Williams en de Rolling Stones verbleven korte of langere tijd in Tanger.
Door zijn internationale verleden wordt in Tanger, naast het Arabisch en Spaans ook Frans gesproken.
In 2002 verklaarde koning Mohammed VI van Marokko dat hij de noordelijke regio van Tanger-Tetouan wilde moderniseren en hier het economische zwaartepunt van Marokko leggen. Sindsdien is men gestart met grootse openbare bouwwerken (o.a. de bouw van een stadion, uitbreiding van de luchthaven en de aanleg van een nieuwe haven)

## Economie
Tanger is na Casablanca Marokko's belangrijkste industriële centrum. De industriële sectoren zijn divers: chemisch, textiel, mechanisch en maritiem. De stad heeft vier industriële zones, waarvan twee de status van Vrije Economische Zone hebben.
Tangers economie is afhankelijk van toerisme. Hotels en resorts nemen toe met projecten gesubsidieerd door buitenlandse investeringen. Vastgoedmakelaars en bouw- en renovatiebedrijven hebben veel geïnvesteerd in toeristische infrastructuur. Rond 2007-2008 stonden veel bouwprojecten in de steigers waaronder de haven Tanger Med en bijbehorende industriële zones, een stadion met 45000 plaatsen, een uitgebreid zakengebied en een gerenoveerde toeristische infrastructuur.
De stad heeft een snelle plattelandsvlucht gezien van kleine steden en dorpen in de regio. De bevolking is bijna verviervoudigd sinds 1982, van 310.000 inwoners in 1982 naar ongeveer een 1.000.000 inwoners in 2014. Dit fenomeen leidde tot de ontwikkeling van voorstedelijke krottenwijken, bewoond door arme mensen, waarin de nodige infrastructuur ontbreekt.

## Onderwijs
Tanger biedt zes verschillende soorten onderwijs: Arabisch, Amerikaans, Frans, Spaans en Brits. Elk van deze in de niveaus van kleuterschool tot baccalauriaat of hogeschooldiploma.

### Marokkaans basisonderwijs
Er zijn meer dan honderd Marokkaanse basisscholen, verspreid over de stad.

### Internationale basisscholen
- The American School of Tangier (Amerikaans)
- École Adrien Berchet (Frans)
- Colegio Ramón y Cajal (Spaans)
- English College of Tangier (Engels)

### Internationaal voortgezet onderwijs
- The American School of Tangier (Amerikaans)
- Lycée Regnault (Frans)
- Instituto Severo Ochoa (Spaans)
- English College of Tangier (Engelse)
- Mohammed Fatih Turkish School of Tangier (Turks)

De vele hogescholen bevinden zich zowel binnen als buiten de stad.

## Verkeer en vervoer

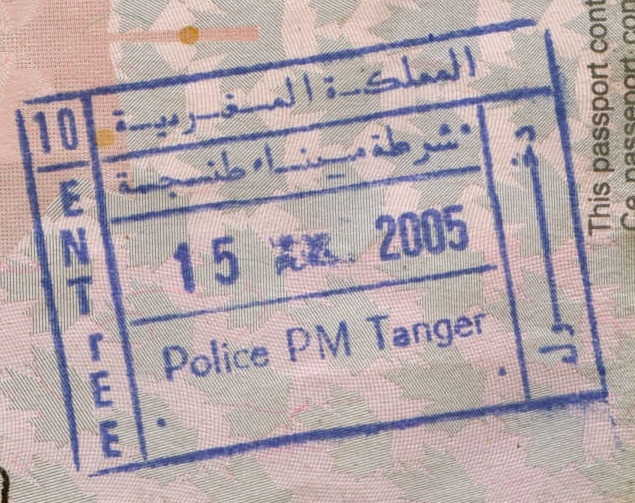
Paspoortstempel van de haven van Tanger

De veerverbinding tussen Tanger en de Spaanse steden Algeciras en Tarifa is zeer regelmatig. Vanuit steden als Algeciras, Tarifa of Gibraltar kan men een dagtocht maken naar Tanger.

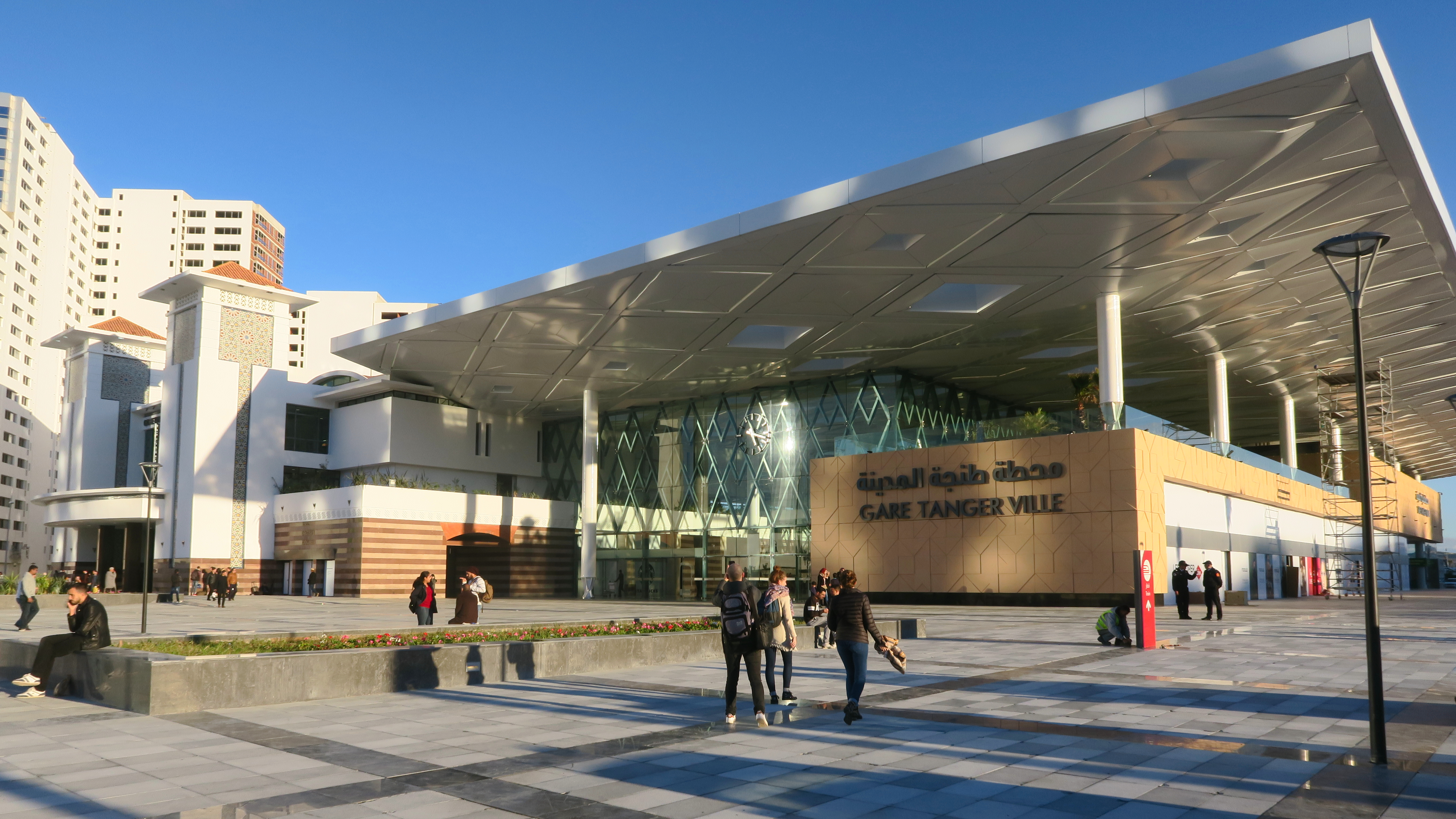
Het treinstation van Tanger

Een spoorlijn verbindt Tanger met de steden Rabat, Casablanca, Marrakech in het zuiden en in het oosten Fès en Oujda. De spoorwegen worden beheerd door de nationale spoorwegmaatschappij ONCF. In 2018 kwam 'Al Boraq', de hogesnelheidslijn Tanger - Casablanca in gebruik. De Rabat-Tanger snelweg verbindt Tanger met Fès via Rabat (250 km), Settat via Casablanca (330 km) en Tanger Med haven. De Internationale luchthaven Ibn Batouta (ook bekend als Tanger-Boukhalef) ligt 15 km zuidwest van het centrum van Tanger.
De autosnelweg die vanaf Marrakesh tot Tanger gaat wordt verlengd richting Tetuan en Ceuta (een Spaanse enclave). Ook is er de internationale luchthaven van Ibn Batuta die gerenoveerd en vergroot is om meer passagiers te kunnen verwerken.
Er zijn plannen om tramlijnen aan te leggen in de stad. Voor regiorailverbindingen overweegt men een systeem met moderne stoptreinen.
De Tanger Med haven wordt gemanaged door het Deense bedrijf Maersk. De haven is de grootste van Afrika en zal de taken van de verouderde haven overnemen. De oude haven zal worden ontwikkeld voor toeristisch en recreatief gebruik.

## Cultuur

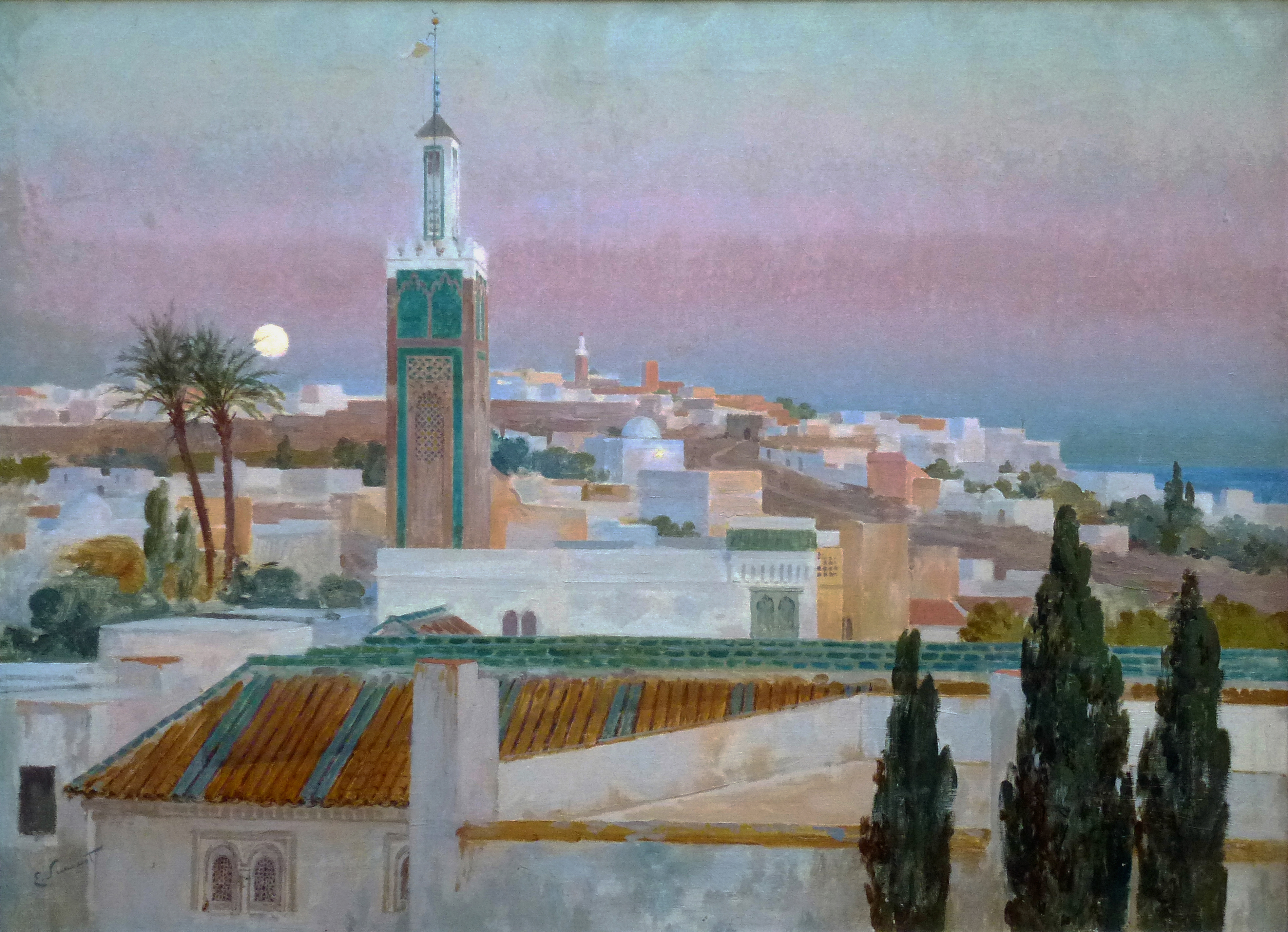
Tanger bij schemer van Enrique Simonet 1914

De multiculturele mengeling van moslims, christenen, joden en immigranten trok schrijvers zoals Paul Bowles, William S. Burroughs, Jack Kerouac, Tennessee Williams, Brion Gysin en de band The Rolling Stones naar de stad toe.
Het was na Delacroix, dat Tanger een must werd voor artiesten die zochten naar de ervaring van kleuren en licht waar hij van sprak met verschillende gevolgen. Matisse ging verschillende keren op vakantie naar Tanger, altijd verblijvend in het hotel van Villa de France. "Ik heb landschappen gevonden in Marokko," beweerde hij, "net zoals ze beschreven zijn op Delacroixs schilderijen." De Amerikaanse artiest Richard Diebenkorn was beïnvloed door de adembenemende kleuren en ritmische patronen van Matisses Marokko schilderijen. In de jaren dertig oefende Jan Slauerhoff er enige tijd een dokterspraktijk uit.
In de jaren 40 en tot 1956, toen de stad een Internationale Zone was, lokte de stad excentrieke miljonairs, een ontmoetingsplaats voor geheime agenten en allerlei crimineel gespuis, en was het een walhalla voor de gokkers, een Eldorado voor the fun-loving "Haute Volée".
Rond die tijd, ontstond een groep schrijvers die een blijvende invloed zou hebben op de literatuur. Hierbij waren Paul Bowles, Tennessee Williams en Jean Genet en ook Mohamed Choukri (een van Noord-Afrika's controversieelste en meest gelezen auteurs), Abdeslam Boulaich, Larbi Layachi, Mohammed Mrabet en Ahmed Yacoubi. Een van de bekendste werken van die tijd is Choukri's Hongerjaren. Oorspronkelijk geschreven in het klassieke Arabisch en later vertaald naar het Engels en Frans. Tennessee Williams beschreef het als 'een echt document van menselijke wanhoop.' William S. Burroughs' Naked Lunch was door hem alleen geschreven in Tanger. Een recente voortzetting van de "Tangerliteratuur" is Rue des Voleurs van Mathias Énard uit 2012, vertaald als: Boevenstraat.

## Bezienswaardigheden
- Kasbah van Tanger
- Cap Spartel
- Hercules grotten
- Medina van Tanger
- Grand Socco
- Dar El Makhzen
- Rmilat Park
- Achakkar Beach
- Boulevard Mohamed VI
- Tanger City Mall

## Sport
Ittihad Tanger is de belangrijkste voetbalclub van Tanger. In 2018 werd Ittihad Tanger voor het eerst landskampioen van Marokko. Het Stade Ibn Batouta fungeert als thuisbasis van de club.

## Bekende inwoners van Tanger

### Geboren
- Ibn Battuta (1304 - 1368/1369), ontdekkingsreiziger
- Sol Hachuel (1817 - 1834), Joods martelares
- Jean-Luc Mélenchon (1951), Frans politicus
- Rahma el Mouden (1959), Nederlands zakenvrouw
- Anissa Temsamani (1966), Belgisch politica
- Zohra Othman (1968), Belgisch politica
- Ali Boussaboun (1979), Marokkaans-Nederlands voetballer
- Ismaïl Sbaï (1980), autocoureur
- Brahim Aoulad-Lfadil (1987), Marokkaans-Nederlands voetballer
- Ilias Fifa (1989), Spaans atleet
- Safae el Khannoussi (1994), Marokkaans-Nederlands schrijfster

### Overleden
- Paul Lukas (1895-1971), Hongaars acteur